# Gyrinophagus aper
Gyrinophagus aper är en stekelart som först beskrevs av Walker 1839.  Gyrinophagus aper ingår i släktet Gyrinophagus och familjen puppglanssteklar. Arten är reproducerande i Sverige. Inga underarter finns listade i Catalogue of Life.